# Caligo modestus
Caligo modestus är en fjärilsart som beskrevs av Friedrich Wilhelm Niepelt 1934. Caligo modestus ingår i släktet Caligo och familjen praktfjärilar. Inga underarter finns listade i Catalogue of Life.